# Юнацька збірна Уельсу з футболу (U-19)
Юнацька збірна Уельсу з футболу (U-19) — національна футбольна збірна Уельсу, що складається із гравців віком до 19 років. Керівництво командою здійснює Футбольна асоціація Уельсу. До зміни формату юнацьких чемпіонатів Європи у 2001 році функціонувала як збірна до 18 років.
Головним турніром для команди є Юнацький чемпіонат Європи з футболу (U-19), успішний виступ на якому дозволяє отримати путівку на Молодіжний чемпіонат світу, у якому команда бере участь вже у форматі збірної U-20. Також може брати участь у товариських і регіональних змаганнях.